# Вулканці
Вулка́нці (англ. Vulcans) — вигадана цивілізація гуманоїдів у всесвіті науково-фантастичної франшизи «Зоряний шлях». Відома своєю розвиненою логікою та відмовою від емоцій. Вулканці були першими іншопланетянами, з якими земляни встановили контакт. Надалі вони стали протекторами людей та одними зі співзасновників Об'єднаної Федерації Планет.

## Фізіологія
Вулканці — людиноподібні істоти з пустельної планети Вулкан. Пропорціями та рисами облич вони дуже подібні до людей, проте мають гостроконечні вуха та підняті брови. Колір шкіри може бути смаглявим або блідим з зеленим відтінком. Волосся вулканців переважно чорне, пряме та блискуче, але може бути й інших кольорів.
Серце вулканців розташоване на тому місці, де печінка в людей. Кров вулканців має білок на основі міді, а не заліза, через це артеріальна кров зеленого кольору, а венозна — кольору іржі.
На рідній планеті, Вулкані, гравітація сильніша, чим на Землі, тому вулканці сильніші та витриваліші за людей. Ці істоти пристосовані до спекотного та посушливого клімату Вулкану, через це до холодної температури вони дуже чутливі. Сонце Вулкана яскравіше, ніж земне, тому вулканці мають на очах прозорі повіки, які можуть закривати рогівку, захищаючи від надмірного освітлення. Атмосфера планети вулканців більш розріджена, тож вони здатні жити на планетах з малою кількістю кисню. Слух вулканців дуже чутливий, а у вулканців жіночої статі чутливий ще й запах. Через те, що вулканці жили в пустелях, які займають більшу частину планети Вулкан, вони мають здатність виживати в таких тяжких умовах довгий час без води, їжі та сну. Тривалість життя вулканців у два-три рази перевищує людську. У віці до 100 земних років типовий вулканець ще вважається молодим.
Володіючи розвиненим головним мозком, вулканці можуть зусиллям волі впливати на процеси свого організму. Їм під силу виробляти у власному тілі ліки та входити в лікувальний транс. Вулканці володіють обмеженою телепатією, що дозволяє відчувати стан інших істот на відстані та пересилати о́брази. За фізичного контакту телепатія посилюється.

### Секс
Кожні сім років вулканські чоловіки і жінки відчувають гормональний дисбаланс який називається «пон фарр». Щойно він трапляється, вулканець мусить здійснити статевий акт з кимось, інакше хімічний дисбаланс спричинить божевілля, втрату самоконтролю і смерть.
Вулканці можуть мати спільне потомство з людьми після спеціальної терапії. Гібриди зберігають риси зовнішності вулканців.

## Планета Вулкан
Планета Вулкан розташована на орбіті відносно близької (16 світлових років) до Землі зорі — 40 Ерідана. Це помаранчева потрійна зоря класу K. В епізоді «Пастка для людини» Спок повідомляє, що у Вулкана немає супутників.
Велика частина її поверхні складається з пустель і гірських хребтів. Середня температура на Вулкані вища, гравітація сильніша, а атмосфера розрідженіша, ніж на Землі. Цим пояснюється фізична перевага вулканців над землянами.
Столицею є найбільше місто на Вулкані Ші-Кар. Інші великі міста це: Вулкана Реґар, Паал, Ґол, Раал і Кір. Більшість урядових органів і посольств, як належить, знаходяться в столиці, включаючи Вулканське Верховне Командування, перше посольство Об'єднаної Землі і Вулканську академію наук.

## Історія та культура
Первісні вулканці вели жорстокі війни, поки філософ Сурак не поширив своє вчення, згідно якого причиною ворожнечі є емоції. Його прихильники стали покладатися на сувору логіку й математичні розрахунки, відмовляючись від емоцій. Противники цього вчення, опинившись у меншості, в IV ст. покинули Вулкан і розвинулися в ромуланців. У той же час спільнотам з іншими світоглядами було дозволено проживати на Вулкані. З дитинства вулканці вчаться гасити емоції та логічно й безпристрасно аналізувати події. Людей вулканці вважають непередбачуваними і взявши під протекторат після Третьої світової війни, майже століття гальмували їхню програму освоєння далекого космосу.
Верховним органом влади вулканців є Верховне Командування, куди входять представники основних соціальних інститутів. Відомо про політеїстичні вірування вулканців, утім вони практично не мають впливу на політику. Вулканці вірять в існування душі (катри), що може зберігатися в предметах.
Оскільки вулканська телепатія підсилюється при фізичному контакті, вулканці уникають їх. Лише близькі родичі можуть торкатися одне одного. Звідси походить і вулканське вітання — піднята долоня з розставленими пальцями. Вулканці дуже рідко брешуть, хоча казати неправду іноді визнається ними виправданим.
Зазвичай вулканці обирають пару для створення сім'ї в дитинстві. Традиції дозволяють жінці відмовитися від чоловіка, обравши собі захисника. За результатом бою жінка лишається або з колишнім чоловіком, або з захисником. Дітей вулканці на кілька днів лишають у пустелі, де ті повинні боротися за життя.
Вулканці вегетаріанці, вони не торкаються їжі руками, користуючись столовими приборами. Вони майже не п'яніють від алкоголю та не вживають його. Відомо про традицію, згідно якої гості у вулканців готують страви разом з господарем.